# Matt Corby
Matt Corby (né le 7 novembre 1990 à Oyster Bay, en Nouvelle-Galles du Sud) est un auteur-compositeur australien. Il réalise sa percée commerciale avec son quatrième EP, Into the Flame (2011), qui se classe à la troisième place de l'ARIA Singles Chart, et est certifié sextuple disque de platine par l'ARIA en avril 2012. Son single Brother, sorti en 2011, et son single Resolution sorti en 2013 remportent tous deux l'ARIA Music Awards de la chanson de l'année. Corby compte trois albums studio, Telluric (2016), Rainbow Valley (2018) et Everything's Fine (2023).

## Biographie
À l'âge de 16 ans, Corby auditionne pour la cinquième saison d'Australian Idol, où il termine deuxième. Des années plus tard, il a décrit sa participation à la compétition comme étant une « grosse erreur », décrivant comment la lutte pour forger sa propre identité après Idol est plus importante que ce que la plupart des gens auraient pu voir de l'extérieur. J'ai pris tout ce qu'il y avait de négatif dans ce concours et je me suis dit : « Bon sang, j'ai tout gâché ».
Le 7 septembre 2018, Corby annonce que son deuxième album studio Rainbow Valley sort le 2 novembre 2018. À sa sortie, l'album est le meilleur démarrage local de la semaine en Australie, débutant à la quatrième place des charts ARIA.
En février 2019, Matt publie un mini-documentaire Behind Rainbow Valley qui documente l'enregistrement et le processus créatif de l'album Rainbow Valley. Parlant de l'influence de son fils nouveau-né Hugh sur la création de l'album, Corby déclare : « Je voulais créer quelque chose qui soit presque pédagogique pour mon petit garçon.... Une référence pour lui de la façon dont je vois la réalité et des vérités simples que j'ai rencontrées. Les paroles sont des vérités simples. Je n'essaie pas d'être trop intelligent ou poétique. En fait, c'était plutôt : « Voilà comment je vois le monde et ce que j'en ressens ».
Corby participe au Rainbow Valley Tour 2019 en Europe, au Royaume-Uni, en Australie et en Nouvelle-Zélande, mais de nombreuses dates ont été annulées en raison de la pandémie vers la fin de la tournée,.
Corby est annoncé comme le remplaçant de Ziggy Marley après son abandon au WOMAD 2020, à Adélaïde.
En 2020, Corby sort les singles If I Never Say a Word et Vitamin. En novembre 2022, Corby sort son premier single depuis deux ans, Problems. En janvier 2023, Corby annonce la date de sortie de son troisième album studio, Everything's Fine, ainsi que la sortie de son deuxième single, Reelin'. Everything's Fine sort le 24 mars 2023.

## Discographie
- 2016 : Telluric
- 2018 : Rainbow Valley
- 2023 : Everything's Fine[11]

## Tournées
- Telluric Tour (2016)
- Rainbow Valley Tour (2019)[12]
- Everything's Fine Tour (2023)

## Distinctions

### APRA Awards
| Année | Nommé                                                             | Prix                                        | Résultat       |
| ----- | ----------------------------------------------------------------- | ------------------------------------------- | -------------- |
| 2012  | Matt Corby                                                        | Percée de l'année pour un auteur            | Nomination     |
| 2012  | Brother (Matt Corby)                                              | Chanson de l'année                          | Nomination     |
| 2014  | Resolution (Matt Corby)                                           | Chanson de l'année                          | Nomination     |
| 2014  | Resolution (Matt Corby)                                           | Chanson pop de l'année                      | Nomination     |
| 2014  | Resolution (Matt Corby)                                           | Morceau australien le plus joué             | Nomination     |
| 2017  | Smooth Wine Lady (Matt Corby et John Henriksson)                  | Chanson de l'année                          | Présélectionné |
| 2020  | Miracle Love (Matt Corby)                                         | Morceau alternatif de l'année le plus joué, | Nomination     |
| 2021  | If I Never Say a Word (Matt Corby and Matthew Neighbour)          | Chanson de l'année                          | Présélectionné |
| 2021  | Pretty Lady de Tash Sultana (Tash Sultana, Matt Corby, Dann Hume) | Morceau blues et roots le plus joué         | Nomination     |
| 2022  | Higher de Budjerah (Budjerah Slabb, Matt Corby)                   | Morceau RnB/soul de l'année le plus joué    | Lauréat        |
| 2022  | Higher de Budjerah (Budjerah Slabb, Matt Corby)                   | Chanson de l'année                          | Présélectionné |
| 2024  | Reelin'                                                           | Chanson de l'année                          | Présélectionné |

### ARIA Music Awards
| Année | Nommé                                                                                   | Prix                                                      | Résultat   | Réf.   |
| ----- | --------------------------------------------------------------------------------------- | --------------------------------------------------------- | ---------- | ------ |
| 2012  | Brother                                                                                 | Chanson de l'année                                        | Lauréat    |        |
| 2012  | Brother                                                                                 | Percée - sortie                                           | Nomination |        |
| 2012  | Into the Flame                                                                          | Musicien masculin                                         | Nomination |        |
| 2013  | Resolution                                                                              | Chanson de l'année                                        | Lauréat    | [ 24 ] |
| 2013  | Resolution, réalisé par Bryce Jepson                                                    | Meilleur clip                                             | Nomination | [ 24 ] |
| 2013  | Resolution                                                                              | Meilleur musicien                                         | Nomination | [ 24 ] |
| 2013  | Australian Tour                                                                         | Meilleur groupe australien                                | Nomination | [ 24 ] |
| 2016  | Telluric                                                                                | Meilleur album alternatif                                 | Nomination |        |
| 2019  | Rainbow Valley                                                                          | Meilleur musicien                                         | Nomination | ,      |
| 2019  | Rainbow Valley                                                                          | Meilleure sortie de soul/RnB                              | Nomination | ,      |
| 2019  | Dann Hume sur Rainbow Valley                                                            | Producteur de l'année                                     | Lauréat    | ,      |
| 2021  | Pour Budjerah de Budjerah (EP)                                                          | Producteur de l'année                                     | Nomination | [ 27 ] |
| 2021  | Pour Budjerah de Budjerah (EP)                                                          | Ingénieur de l'année                                      | Nomination | [ 27 ] |
| 2023  | Everything's Fine                                                                       | Album de l'année                                          | Nomination | [ 28 ] |
| 2023  | Matt Corby, Chris Collins, Nat Dunn, Alex Henrikssen sur Matt Corby – Everything's Fine | Meilleure production                                      | Nomination | [ 28 ] |
| 2023  | Dann Hume, Chris Collins, Matt Corby pour Everything's Fine de Matt Corby               | Meilleure sortie d'ingénieur-son                          | Nomination | [ 28 ] |
| 2023  | Matt Corby – Wild Turkey: Music 101: Trust Your Spirit (BRING Agency)                   | Meilleur usage d'un morceau australien pour une publicité | Nomination | [ 28 ] |

### J Awards
| Année | Nommé             | Prix                        | Résultat   | Réf.   |
| ----- | ----------------- | --------------------------- | ---------- | ------ |
| 2019  | Rainbow Valley    | Album australien de l'année | Lauréat    | [ 29 ] |
| 2023  | Everything's Fine | Album australien de l'année | Nomination | [ 30 ] |

### National Live Music Awards
| Année | Nommé       | Prix                 | Résultat   |
| ----- | ----------- | -------------------- | ---------- |
| 2019, | Propre rôle | Voix live de l'année | Nomination |

### Vanda and Young Global Songwriting Competition
| Année | Nommé        | Prix                                           | Résultat |
| ----- | ------------ | ---------------------------------------------- | -------- |
| 2009  |              | Vanda and Young Global Songwriting Competition | Final 12 |
| 2019  | Miracle Love | Vanda and Young Global Songwriting Competition | 1er      |

### Autres
| Année | Nommé                 | Prix                         | Résultat |
| ----- | --------------------- | ---------------------------- | -------- |
| 2011  | FBi Radio SMAC Awards | Percée                       | Lauréat  |
| 2011  | FBi Radio SMAC Awards | Chanson de l'année (Brother) | Lauréat  |